# Воздушный зазор (сети передачи данных)
Физическая изоляция, англ. airgapped environment (от air gap — воздушный зазор) — одна из мер обеспечения информационной безопасности, которая заключается в том, что безопасная компьютерная сеть физически изолирована от небезопасных сетей: интернета и локальных сетей с низким уровнем безопасности. Физическая изоляция применяется в компьютерных сетях при необходимости обеспечить высокий уровень безопасности. Механизм физической изоляции может и не являться «воздушным зазором» в буквальном смысле. Например, с помощью отдельных криптографических устройств, которые туннелируют трафик через небезопасные сети, при этом не выдавая изменения объёма сетевого трафика и размера пакетов, создаётся канал связи. Но даже в этом случае нет возможности для компьютеров на противоположных сторонах воздушного зазора установить связь.

## Ограничения
Ограничения на устройства, используемые в этих условиях, могут включать в себя запрет на входящее беспроводное соединение с сетью с высоким уровнем безопасности, исходящее беспроводное соединение или похожие ограничения на утечки электромагнитного излучения из сети с высоким уровнем безопасности путём применения TEMPEST или клетки Фарадея. Одним из известных примеров является «Флоппинет», когда соединение между двумя устройствами или сетями осуществляется человеком, физически переносящим носители с информацией: дискеты, лазерные диски, USB-диски, магнитные ленты и т. п. 

## Применение
В условиях, когда сети или устройства разделены разными уровнями безопасности, два не имеющих соединения устройства или две сети называются «нижний уровень» и «верхний уровень»: нижний — несекретный и верхний — секретный, или классифицированный высшей степенью секретности. Их также называют концепцией «Красной и Чёрной» информации (из терминологии АНБ). Для того, чтобы переместить данные с верхнего уровня на нижний, необходимо записать данные на физический носитель и перенести носитель с данными к устройству на нижнем уровне. Согласно модели Белла — Лападулы, данные могут переходить от нижнего уровня к верхнему с минимальными затратами, в то время как перенос данных с верхнего уровня на нижний требует значительно более строгой процедуры для обеспечения защиты данных на более высоком уровне секретности.
Концепция представляет собой почти максимальную защиту одной сети от другой. У пакета или дейтаграммы нет возможности «перепрыгнуть» через воздушный зазор из одной сети в другую, но ряд компьютерных вирусов (например, Stuxnet и Agent.BTZ) стали известны благодаря тому, что смогли преодолеть зазор, используя эксплойт съёмных носителей. Иногда вирусы также пытаются использовать для преодоления зазора беспроводные сети.
Сеть, использующая воздушный зазор, в целом может рассматриваться как закрытая система (с точки зрения информации, сигналов и побочных электромагнитных излучений), недоступная из внешнего мира. Побочным эффектом является то, что передача полезной информации в сеть извне — чрезвычайно трудоёмкая задача, часто требующая участия человека в анализе безопасности будущих программ или данных, которые будут внесены за воздушный зазор и, возможно, даже ручной ввод и анализ безопасности новых данных.

## Примеры
- Военные/государственные компьютерные сети/системы[7], например: SIPRNet и NIPRNet[8];
- Финансовые компьютерные системы, такие как биржи[9] и некоторые банковские системы;[источник не указан 486 дней]
- Критичные системы, такие как:
  - Системы контроля атомных электростанций;[источник не указан 486 дней]
  - Компьютеры, используемые в авиации[10], такие как FADECs и авионика;
  - Компьютеризированное медицинское оборудование;[источник не указан 486 дней]
- Простые системы, где безопасность не на первом месте:
  - Блок управления двигателем в автомобиле;
  - Системы управления микроклиматом;
  - Системы управления поливом газонов.

## Тонкости
В виду очевидных недостатков протокола USB, предпочтительным при переносе данных через воздушный зазор является использование оптических носителей: Mini CD, CD, DVD и Blu-Ray-дисков.
Существует точка зрения, что носитель, к которому единожды получила доступ сеть за воздушным зазором, подлежит уничтожению либо изоляции и никогда больше не подключается к устройствам из недоверенной сети.
Исследователи описывают различные способы несанкционированной передачи данных без доступа к сети и накопителям.